# Diego Seoane Pérez
Diego Seoane Pérez (Ourense, 26 aprile 1988) è un ex calciatore spagnolo, di ruolo difensore.

## Caratteristiche tecniche
È un terzino destro, ma può giocare anche a sinistra.